# Salal-Talsperre
Die Salal-Talsperre liegt am Fluss Chanab im Distrikt Reasi des indischen Unionsterritorium Jammu und Kashmir.
Die 1987 fertiggestellte Talsperre liegt 7 km nördlich der Distrikthauptstadt Reasi im Durchbruchstal des Chanab am Südrand des Himalaya. Sie besteht aus zwei Absperrbauwerken: einem 630 m langen Steinschüttdamm am rechten Flussufer des Chanab sowie einer 450 m langen Gewichtsstaumauer aus Beton auf der linken Flussseite.
Dazwischen befindet sich ein bewaldeter Hügel. Unterhalb der Staumauer befindet sich das Wasserkraftwerk.
Die Talsperre dient der Stromerzeugung.
Das Kraftwerk besaß ursprünglich 3 Turbinen zu je 115 MW. 1994 wurde das Kraftwerk erweitert und weitere 3 Turbinen zu je 115 MW hinzugefügt. Die durchschnittliche Jahresstromerzeugung liegt bei 3082 Millionen kWh.
Der Stausee bedeckt eine Fläche von 93,56 km². Das nutzbare Speichervolumen beträgt 14,78 Mio. m³, der Gesamtstauraum liegt bei 284,08 Mio. m³.